# Virus linfotrópico de células T humanas
El virus linfotrópico de células T Humanas, o HTLV por su acrónimo en inglés, está considerado un retrovirus  (es de la familia de los virus que comprende a los retrovirus y pertenece a la subfamilia de los oncovirinae). Se denominan retrovirus porque en una parte de su ciclo vital revierten los procesos normales de la transcripción de ADN a ARN.
Los virus linfotrópicos de células T humanas tipo I y II son virus tipo C que infectan las células CD4+ humanas. La infección por HTLV – I se relaciona con dos enfermedades humanas poco frecuentes: Leucemias de células T adultas (ATLL) o linfoma y paraparesis espástica tropical. El HTLV – II no suele causar ninguna, pero en ciertos casos se vincula con la leucemia de células velludas.

## Descripción
Esta familia de virus se encuentra principalmente difundida en los países orientales, sin embargo en los últimos 10 años viene creciendo la tasa de pacientes seropositivos detectados en occidente.
El HTLV-I fue el primer retrovirus oncógeno humano conocido. Provoca una hemopatía maligna denominada leucemia/linfoma de células T del adulto (ATL), y desarrolla también una mielopatía subaguda denominada paraparesia espástica tropical (TSP) o mielopatía asociada al HTLV-I (HAM). 
Aún no se conoce a ciencia cierta cual enfermedad es la que provoca el HTLV-II, aunque se lo ha asociado con diversos síndromes neurológicos y con mielopatías subagudas. El material genético está formado por 2 moléculas de ARN de cadena simple y polaridad positiva. 
El virus originalmente nombrado HTLV-3 pertenece a la misma familia, y luego de conocerse mejor fue finalmente nombrado como VIH-1, causante del síndrome inmunodeficiencia adquirida (SIDA).
El HTLV-I tiene como diana principal los linfocitos TCD4+; y el HTLV-II, los linfocitos TCD8+. Una vez que ha infectado a la célula, el HTLV puede permanecer silente integrado en forma de provirus o comenzar a replicarse. Se cree que el principal mecanismo de trasmisión de la infección por HTLV es a partir de mitosis de las células que infecta. Esta expansión clonal da lugar a lo que se denomina carga proviral. El HTLV necesita el contacto entre células para producir la infección. Los principales mecanismos de transmisión de la infección por virus HTLV son por vía sexual, vía parenteral y vía vertical.

## Características del virus linfotrópico de células T Humanas
Aunque muchos retrovirus contienen oncogenes, el HTLV – I no los alberga, en su lugar produce los genes regulatorios que influyen en el surgimiento de la leucemia. 
El primer gen regulatorio, llamado tax, codifica una proteína (Tax) que es trans-activadora tanto de los genes virales como de los genes de las células huésped. La tax interactúa con las secuencias promotoras sobre los cromosomas del huésped y aumenta la síntesis de IL-2 y receptor de IL–2. La promoción de este ciclo autócrino hace que las células T infectadas proliferen. La tax también regula de manera ascendente la expresión de los oncogenes celulares, fos y PDGF. Se cree que el conjunto de estos eventos inicia en la célula infectada un proceso que termina con la presentación de leucemia.
El segundo gen regulatorio, llamado rex, codifica una proteína (Rex) que regula el empalme del ARNm y promueve la producción de progenie viral. La Rex inhibe la producción de sí misma y de Tax porque promueve la exportación (al citoplasma) de ARN no empalmado y se requieren de fragmentos de ARN empalmados para producir Rex y Tax. Por tanto Rex hace posible que el virus pase a la etapa de latencia y a los ciclos productivos.

## Epidemiologia
El HTLV-I  prevalece más en países tropicales, pero se encuentra en todo el mundo. Las áreas de mayor endemicidad son África ecuatorial, el Caribe, el Sur de Japón, Papúa Nueva Guinea, Siberia y partes de Sudamérica.
El HTLV-I se disemina por tres vías principales: por transmisión de madre a hijo, por contacto sexual y por contacto de sangre. En la mayor parte de los países donde la endemicidad es alta, la transmisión de la infección de madre a hijo parece ser el medio de diseminación más prevalente y ocurre por vía perinatal o a través del amamantamiento. Cuando el virus se transmite a compañeros sexuales, suele pasar del varón a la mujer en vez de viceversa. En los países occidentales industrializados el Virus Linfotrópico de células T Humanas, es sobre todo una infección de personas que usan drogas (UDI). En Estados Unidos cerca del 5% de los adictos a las drogas está infectado por Virus Linfotrópico de células T Humanas. En casi todos los casos el agente es HTLV-II y su relación con enfermedades en humanos no está bien establecida.

## Diagnóstico

### 1) Historia y examen físico
- a) Leucemia o Linfoma de células T adultas. La leucemia de células T adultas se inicia 20 a 40 años después de la infección por HTLV-I y ocurre solo en una mínima porción (1 a 4%) de los infectados. La mayoría de los sujetos tiene entre 30 y 50 años. Las lesiones óseas, la hepatoesplenomegalia, hipercalcemia y linfadenopatia son manifestaciones comunes y en ocasiones se observan infiltrados de células leucémicas en la piel. Los enfermos experimentan inmunosupresión y suelen padecer infecciones oportunistas. La mayoría muere al año siguiente del inicio de la enfermedad,  pero algunos sufren un curso crónico de la misma que se asemeja al linfoma no Hodgkin.
- b) Paraparesia espática tropical. La paraparesia espática tropical es una enfermedad desmielinizante progresiva que ocurre con mayor frecuencia en mujeres de 20 a 50 años. Los conductos largos de las neuronas motoras de la médula espinal se afectan. Las pacientes presentan dolor lumbar que se irradia en dirección descendente por las piernas y progresa a debilidad de los miembros inferiores e incontinencia urinaria. También presenta una forma disestesia y cambios visuales. Aunque la paraparesia espática tropical se asemeja a la esclerosis múltiple de muchas maneras, no experimenta remisión.

### 2) Análisis de laboratorio
Cuando se sospecha que el enfermo tiene infección por Virus Linfotrópico de células T Humanas se efectúa una prueba con un ensayo inmunoenzimatico mediante antígenos genéticamente clonados para Virus Linfotrópico de células T Humanas. Los resultados positivos se confirman por pruebas Western blot para antígenos HTLV-I y HTLV-II. El ácido nucleico viral y los linfocitos se detectan con una combinación de reacción en cadena de la polimerasa y pruebas de Southern blot. El cultivo viral es difícil y no se practica en forma rutinaria.
El examen histológico de muestras de sujetos con leucemia de células T adultas revela que las células leucémicas CD4+ circulantes tienen una apariencia lobular pleomorfica característica y presentan núcleos de gran tamaño con circunvoluciones.

## Tratamiento y pronóstico
La leucemia de células T adultas es una enfermedad mortal. Aunque el tratamiento actual consiste en el control de infecciones oportunistas, está en periodo de prueba la eficacia de diversos agentes antivirales. En algunos enfermos resulta eficaz el tratamiento combinado con interferón alfa y zidovudina. Por lo menos un grupo reportó éxito en el tratamiento de leucemia de células T adultas con anticuerpos monoclonados dirigidos contra receptores IL-2. 

## Prevención
Por desgracia no se cuenta con una cura o vacuna para prevenir esta infección y hay numerosos problemas para crearlas. La vacuna tendría que ser eficaz contra las variantes antigénicas principales pero aparecen en forma continua nuevas variantes a causa de la poca fidelidad de la transcripción inversa. Por este motivo la principal línea de defensa es utilizar diversas medidas para reducir la transmisión de la enfermedad; se aconseja a los pacientes que limiten el número de sus compañeros sexuales, o bien se recomienda el uso del condón.